# IPad 2
iPad 2 là một máy tính bảng do Apple Inc. thiết kế, phát triển và đưa ra thị trường. So với iPad thế hệ đầu tiên, đây là thiết bị thứ hai trong dòng sản phẩm iPad. Nó có vi xử lý dual core A5 với tốc độ nhanh hơn, một cấu trúc nhẹ hơn, và là iPad đầu tiên có các máy quay mặt trước VGA và mặt sau với phân giải 720p được thiết kế cho cuộc gọi video FaceTime.
Thiết bị ban đầu có ba kích thước bộ nhớ, 16, 32 và 64 GB và hai lựa chọn kết nối khác nhau, chỉ Wi-Fi hoặc Wi-Fi và 3G. Mỗi biến thể của thiết bị có sẵn với kính màu đen hoặc trắng. Tuy nhiên, khi phát hành iPad thế hệ 3 vào tháng 3 năm 2012, sản phẩm này chỉ còn biến thể 16 GB với hai lựa chọn kết nối và hai tùy chọn màu.
Apple đã công bố sản phẩm này vào ngày 2 tháng 3 năm 2011. Vào ngày công bố của iPad 2, mô hình ban đầu iPad 1 đã bị ngưng sản xuất. Bán hàng iPad 2 trực tuyến và tại các cửa hàng bán lẻ bắt đầu ở Hoa Kỳ vào ngày 11 tháng 3. Vào ngày 25 tháng 3 năm đó, nó đã được phát hành tại 25 quốc gia khác thuộc châu Đại dương, Bắc Mỹ và Tây Âu và phát hành trong 11 quốc gia châu Á và một nước châu Phi vào ngày 29 tháng 4. Sau đó, vào ngày 6 và 27 tháng 5, thiết bị được phát hành ở ba nước Nam Mỹ, sáu Đông Âu và ba nước châu Á.
Thiết bị đã nhận các tiếp nhận từ trung tính đến tích cực từ các blog và báo chí khác nhau. Mặc dù nó được đánh giá là có cải tiến phần cứng, chẳng hạn như chip mới của Apple A5, việc hạn chế phần mềm trên iPad 2 và iOS nói chung đã bị các nhà bình luận công nghệ khác nhau chỉ trích. Sản phẩm này bán rất chạy trong tháng đầu tiên với 2,4-2,6 triệu máy được bán và 11,12 triệu máy được bán trong quý thứ ba năm 2011.